# 阿倍他田万呂
阿倍他田万呂（あべ の おさだ の まろ）は、奈良時代、8世紀の日本の官人である。生没年不明。もと、氏は他田（おさだ）、姓（カバネ）は臣であったが、717年に氏が阿倍他田、姓が朝臣に変わった。名は麻呂（まろ）とも書く。正六位下、散位寮助。

## 解説
奈良時代の霊亀3年（717年。11月17日に改元して養老元年）に、阿倍宿奈麻呂が、「正七位上池田臣万呂は本系同族で実は異姓ではない」ので、「阿倍池田朝臣の姓を賜ることを請う」と願い出た。これが許されて、池田万呂は臣から朝臣へと姓（カバネ）を上げることができた。『続日本紀』では諸本とも「池田」だが、阿倍の関連氏族には「長田（おさだ）」「阿倍長田（あべのおさだ）」が見えるため、「他田（おさだ）」の誤記とされる。
2007年に平城宮東方官衙地区跡で行われた調査で、「散位寮助正六位下阿倍□田朝臣麻呂」と書かれた木簡が出土した。「□」の部分は左の部分が欠けているが、右側の「也」が残っており、「他」ではないかと推定された。『続日本紀』の「阿倍他田万呂」と推定される。散位寮は、式部省の下で、任官されていない有位者を管理する役所である。助（すけ）はその次官。